# 1935 a sportban
1935 főbb sporteseményei a következők voltak:
- október 3. – december 15. – Sakkvilágbajnoki párosmérkőzés Hollandia 13 városában Alekszandr Aljechin és Max Euwe között, amelyen Euwe megszerzi a világbajnoki címet.
- Az Újpest nyeri az NB I-et. Ez a klub negyedik bajnoki címe.
- Asztalitenisz-világbajnokság Londonban. A Magyar csapat öt arany-, három ezüst- és két bronzérmet nyer.
- Birkózó-Európa-bajnokság Brüsszelben. Kárpáti Károly és Virág-Ébner Ede aranyérmet nyer.
- Evezős-Európa-bajnokság Berlinben. A magyar csapat két aranyérmet nyer.
- Vívó-Európa-bajnokság Lausanne-ban. A magyar csapat négy bajnoki címet szerez.
- Nyári főiskolai világbajnokság Budapesten. A magyar csapat huszonnégy arany- , tizenhárom ezüst- és húsz bronzérmet nyer.
- Téli főiskolai világbajnokság St. Moritzban. A magyar csapat egy arany-, két ezüst- és négy bronzérmet nyer.

## Jégkorong
| Kiírás                            | Bajnok                       | Ezüstérmes (vesztes)  | Bronzérmes                |
| --------------------------------- | ---------------------------- | --------------------- | ------------------------- |
| Világbajnokság                    | Kanada                       | Svájc                 | Nagy-Britannia            |
| Európa-bajnokság                  | Svájc                        | Nagy-Britannia        | Csehszlovákia             |
| / National Hockey League          | Montréal Maroons             | Toronto Maple Leafs   |                           |
| / International Hockey League     | Detroit Olympics             | London Tecumsehs      |                           |
| American Hockey Association       | St. Louis Flyers             | Tulsa Oilers          |                           |
| Central Hockey League             | St. Paul Saints              | Minneapolis Millers   |                           |
| Eastern Amateur Hockey League     | New York-Hamilton Crescents  |                       |                           |
| / North West Hockey League        | Vancouver Lions              | Seattle Seahawks      |                           |
| Angol bajnokság                   | Streatham IHC                | Wembley Canadians     | Wembley Lions             |
| Finn bajnokság                    | Helsingin Jalkapalloklubi    | Ilves                 | Helsingfors Skridskoklubb |
| Francia bajnokság                 | Stade Français               | Français Volants      |                           |
| Abbott-kupa                       | Winnipeg Monarchs            |                       |                           |
| Allan-kupa                        | Halifax Wolverines           | Port Arthur Bearcats  |                           |
| / Canadian–American Hockey League | Boston Tiger Cubs            | Providence Reds       |                           |
| George Richardson-emlékkupa       | Sudbury Cub Wolves           | Ottawa Rideaus        |                           |
| Memorial-kupa                     | Winnipeg Monarchs            | Sudbury Cub Wolves    |                           |
| Turnbull-kupa                     | Winnipeg Monarchs            | The Pas Huskies       |                           |
| Lengyel bajnokság                 | Czarni Lwów                  | Lechia Lwów           |                           |
| Norvég bajnokság                  | Ski- og Fotballklubben Trygg | Sportsklubben Forward | Sportsklubben Strong      |
| Román bajnokság                   | Telefon Club Bucureşti       |                       |                           |
| Skót bajnokság                    | Bridge of Weir               | Glasgow Mustangs      | Kelvingrove               |
| Mitchell-trófea                   | Glasgow Mohawks              | Glasgow-i Egyetem     |                           |
| President’s Pucks                 | Glasgow Mohawks              | Kelvingrove           |                           |
| Spengler-kupa                     | Diavoli Rossoneri Milano     | HC Davos              |                           |
| Svájci bajnokság                  | HC Davos                     |                       |                           |
| Svéd bajnokság                    | Hammarby Hockey              | AIK Ishockey          | IK Göta                   |

## Születések
- ? – Laurie Gilfedder, angol rögbijátékos († 2019)
- január 2. – Ray Byrom, angol labdarúgó  († 2020)
- január 3. – Alfredo del Águila, mexikói válogatott labdarúgó, csatár († 2018)
- január 4. – Floyd Patterson, olimpiai bajnok amerikai ökölvívő, Ökölvívó-hírességek Csarnoka tag († 2006)
- január 6. – Vaszil Metodiev, bolgár válogatott labdarúgó, edző († 2019)
- január 15. – Luigi Radice, olasz labdarúgóhátvéd, edző († 2018)
- január 17. – Borisz Andrianovics Sztyenyin, világbajnok, Európa-bajnoki ezüstérmes és olimpiai bronzérmes szovjet gyorskorcsolyázó († 2001)
- január 23.
  - Mike Agostini, trinidadi atléta, sprinter († 2016)
  - Rubén Soria, uruguayi válogatott labdarúgó
- január 25. – Franco Nenci, olimpiai ezüstérmes olasz ökölvívó († 2020)
- február 5. – Juan Ulloa, Costa Rica-i válogatott labdarúgó († 2017)
- február 14. – Michael Wheeler, olimpiai bronzérmes brit rövidtávfutó († 2020)
- március 2. – Jackie Brown, brit és Nemzetközösségi Játékok bajnok skót ökölvívó († 2020)
- március 4. – Kazimierz Paździor, olimpiai és Európa-bajnok lengyel ökölvívó († 2010)
- március 6. – Jimmy Moran, skót labdarúgó († 2020)
- március 11. – Antonio Jasso, mexikói válogatott labdarúgó, csatár († 2013)
- március 15. – Aurel Șelaru, román országútikerékpáros, olimpikon († 2020)
- március 16. – Ulf Norrman, svéd vitorlázó, olimpikon († 2020)
- március 17. – Günter Perleberg, olimpiai és világbajnok német kenus († 2019)
- március 19. – Atanasia Ionescu, olimpiai és világbajnoki bronzérmes román szertornász, edző, egyetemi adjunktus, nemzetközi sportbíró († 1990)
- március 20. – Jim McAnearney, skót labdarúgó, csatár, edző († 2017)
- március 23. – Kun Szilárd, olimpiai ezüstérmes, Európa-bajnok magyar sportlövő († 1987)
- március 26. – Jiří Kormaník, olimpiai ezüstérmes cseh birkózó († 2017)
- március 30. – John Thornett, ausztrál rögbijátékos († 2019)
- április 1. – Billy Whelan, ír válogatott labdarúgó, a Manchester United FC csatára 1953 és 1958 között. Egyike annak a nyolc játékosnak, akik a müncheni légikatasztrófában vesztették életüket († 1958)
- április 5. – Frank Schepke, olimpiai bajnok német evezős († 2017)
- április 7. – Mervyn Crossman, olimpiai bronzérmes ausztrál gyeplabdázó († 2017)
- április 12. – Heinz Schneiter, svájci német labdarúgóhátvéd, edző († 2017)
- április 15. – Roberto Ferreiro, Copa América bronzérmes argentin válogatott labdarúgó, edző († 2017)
- április 19. – Josef Vojta, Európa-bajnoki bronzérmes és olimpiai ezüstérmes csehszlovák válogatott cseh labdarúgó († 2023)
- április 20. – Eberhard Mehl, olimpiai bronzérmes német tőrvívó, edző († 2002)
- április 23. – Hernek István, olimpiai- és világbajnoki ezüstérmes magyar kenus († 2014)
- április 25. – Reinier Kreijermaat, holland válogatott labdarúgó, középpályás († 2018)
- május 2.
  - Luis Suárez Miramontes, Európa-bajnok és aranylabdás spanyol válogatott labdarúgó, edző († 2023)
  - B. Nagy Pál, olimpiai bajnok vívó
  - Eddy Pauwels, belga kerékpárversenyző († 2017)
- május 5. – Luigi De Rosso, olasz gyalogló, olimpikon († 2020)
- május 14.
  - Mel Charles, walesi válogatott labdarúgó, csatár, hátvéd († 2016)
  - Ivan Dimitrov, bolgár válogatott labdarúgó, olimpikon († 2019)
- május 15. – Gustaaf De Smet, belga kerékpáros, olimpikon († 2020)
- május 16. – Yvon Douis, francia válogatott labdarúgó († 2021)
- május 19. – Lepies György, magyar sportújságíró, úszó, vízilabdázó († 2019)
- június 7. – Engelbert Jarek, lengyel válogatott labdarúgócsatár, edző († 2017)
- június 11. – Eulogio Martínez, paraguayi születésű, spanyol válogatott labdarúgó († 1984)
- június 14. – Roberto Sosa, Copa América-győztes uruguayi válogatott labdarúgókapus († 2008)
- június 18.
  - Anderkó Ottó, román nemzetközi labdarúgó-játékvezető († 2019)
  - Alfredo Hernández, mexikói válogatott labdarúgó, középpályás († 2003)
- június 21. – Almási Ágnes, világ-, és Európa-bajnok magyar-német asztaliteniszező († 2020)
- június 22. – Sergio Valdés, világbajnoki bronzérmes chilei válogatott labdarúgó († 2019)
- június 23. – Kárpáti György, olimpiai és Európa-bajnok magyar válogatott vízilabdázó († 2020)
- június 24. – Juan Bautista Agüero, paraguayi válogatott labdarúgó († 2018)
- június 25. – Don Demeter, World Series-győztes amerikai baseballjátékos
- július 4. – Elena Leușteanu, ötszörös Európa-bajnoki ezüst-, háromszoros olimpiai és világbajnoki bronzérmes román szertornász, országos bajnok és román válogatott triatlonista, tanársegéd († 2008)
- július 12. – Hans Tilkowski, KEK-győztes és világbajnoki ezüstérmes nyugatnémet válogatott német labdarúgó, kapus, edző († 2020)
- július 14. – Svend Aage Rask, dán válogatott labdarúgókapus († 2020)
- július 15. – Donn Clendenon, World Series bajnok amerikai baseballjátékos († 2005)
- július 18. – Elena Săcălici, olimpiai és világbajnoki bronzérmes román szertornász († 1959)
- július 19. – Carlo Azzini, olasz versenykerékpáros († 2020)
- július 26. – Kopeczky Lajos, okleveles építészmérnök, sportújságíró, riporter
- július 30.
  - Forintos Győző, nemzetközi sakknagymester, magyar bajnok († 2018)
  - William Negri, olasz válogatott labdarúgó († 2020)
- augusztus 3. – Török Ferenc, olimpiai és világbajnok magyar öttusázó
- augusztus 17. – Szőke Katalin, olimpiai és Európa-bajnok magyar úszó († 2017)
- augusztus 23.
  - Marco Coll, kolumbiai válogatott labdarúgó, fedezet, edző († 2017)
  - Eddie Legard, angol krikettjátékos († 2020)
- augusztus 24. – Karl-Heinz Weigang, német labdarúgóedző († 2017)
- augusztus 30. – Gerhard Mitter, német autóversenyző, Formula–1-es pilóta († 1969)
- szeptember 7. – Pedro Manfredini, Copa América-bajnok argentin válogatott labdarúgó, csatár († 2019)
- szeptember 13. – Mario Curletto, olimpiai ezüstérmes olasz tőrvívó († 2004)
- szeptember 20. – David Pegg, a Manchester United FC csatára 1953 és 1958 között. Egyike annak a nyolc játékosnak, akik a müncheni légikatasztrófában vesztették életüket († 1958)
- szeptember 21. – Jimmy Armfield, világbajnok angol válogatott labdarúgó († 2018)
- szeptember 26. – Henning Enoksen, olimpiai ezüstérmes dán labdarúgó, csatár, edző († 2016)
- szeptember 29. – Sonia Iovan, kétszeres Európa-bajnoki ezüst-, kétszeres olimpiai és világbajnoki bronzérmes román szertornász, egyetemi tanár, edző
- október 10. – Jaime Silva Gómez, kolumbiai válogatott labdarúgó († 2003)
- október 15. – Bobby Morrow, olimpiai bajnok amerikai rövidtávfutó († 2020)
- október 28. – Juhani Kärkinen, világbajnok finn síugró, olimpikon († 2019)
- november 2. – Mohammad Munaf, pakisztáni krikettjátékos († 2020)
- november 7. – Jay Hankins, amerikai baseballjátékos († 2020)
- november 10. – Stellan Westerdahl, olimpiai ezüstérmes svéd vitorlázó († 2018)
- november 14. – Julio Maglione, uruguayi sportdiplomata, a Nemzetközi Úszószövetség elnöke, aki 1996-tól 2015-ig a NOB tagja
- november 15.
  - Bill Graham, Grey-kupa-győztes kanadai kanadaifutball-játékos († 2020)
  - Pézsa Tibor, olimpiai és világbajnok magyar vívó
- november 17.
  - Toni Sailer, osztrák síbajnok, olimpiai bajnok, színész, slágerénekes
  - Kertész Alíz, olimpiai és világbajnok magyar tornász, edző
- november 24. – Wolfgang Nonn, olimpiai bronzérmes német gyeplabdázó († 1959)
- december 6. – Héctor Hernández, mexikói válogatott labdarúgó, csatár († 1984)
- december 7. – Don Cardwell, World Series bajnok amerikai baseballjátékos († 2008)
- december 13. – Arthur Summons, ausztrál rögbijátékos, edző († 2002)
- december 15. – Jim Iley, angol labdarúgó, fedezet, edző († 2018)
- december 18. – David Green, angol krikettjátékos († 2020)
- december 26. – Stevie Chalmers, skót válogatott labdarúgó († 2019)
- december 30. – Sandy Koufax, World Series bajnok amerikai baseballjátékos, National Baseball Hall of Fame and Museum tag

## Halálozások
| Halálozás      | Név             | Nemzetiség, sportág, eredmények                                         | Születés |
| -------------- | --------------- | ----------------------------------------------------------------------- | -------- |
| február 28.    | Harry Schafer   | amerikai baseballjátékos                                                | 1855     |
| március 20.    | Bill Holbert    | amerikai baseballjátékos                                                | 1855     |
| április 14.    | Doc Martin      | World Series bajnok amerikai baseballjátékos                            | 1887     |
| május 1.       | Henri Pélissier | Tour de France győztes francia országútikerékpár-versenyző              | 1889     |
| május 28.      | Barász Zsigmond | magyar sakkozó, sakkmester, magyar sakkbajnok                           | 1878     |
| július 2.      | Hank O’Day      | amerikai baseballjátékos, National Baseball Hall of Fame and Museum tag | 1859     |
| július 10.     | Paul Hines      | amerikai baseballjátékos                                                | 1855     |
| július 26.     | Gil Andersen    | / norvég-amerikai autóversenyző                                         | 1879     |
| szeptember 13. | Mike Ryan       | amerikai baseballjátékos                                                | 1868     |
| október 22.    | Tommy Tucker    | amerikai baseballjátékos                                                | 1863     |
| október 30.    | Steve Brodie    | amerikai baseballjátékos                                                | 1868     |
| november 6.    | Billy Sunday    | amerikai baseballjátékos                                                | 1862     |
| december 2.    | Albert Ayat     | olimpiai bajnok francia vívómester                                      | 1875     |
| december 17.   | Alf Svensén     | olimpiai bajnok svéd tornász                                            | 1893     |
| december 19.   | Harley Payne    | amerikai baseballjátékos                                                | 1868     |